# Commonwealth Games 2010/Tennis

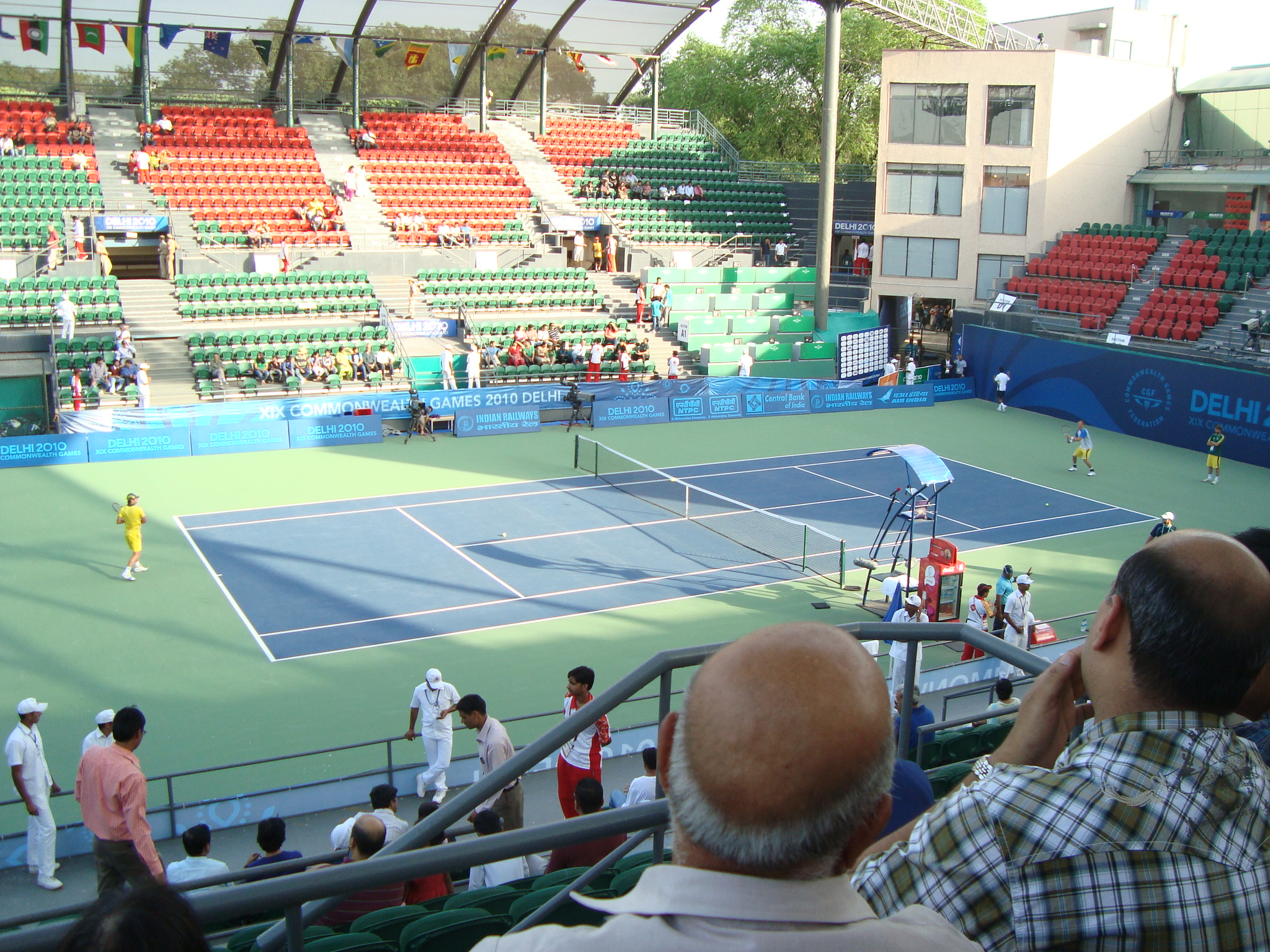
Der Centre Court des R.K. Khanna Tennis Complex während der Commonwealth Games 2010

Bei den Commonwealth Games 2010 in Neu-Delhi fanden vom 4. bis 10. Oktober im Tennis fünf Wettbewerbe statt. Austragungsort war der R.K. Khanna Tennis Complex.

## Einzel Männer

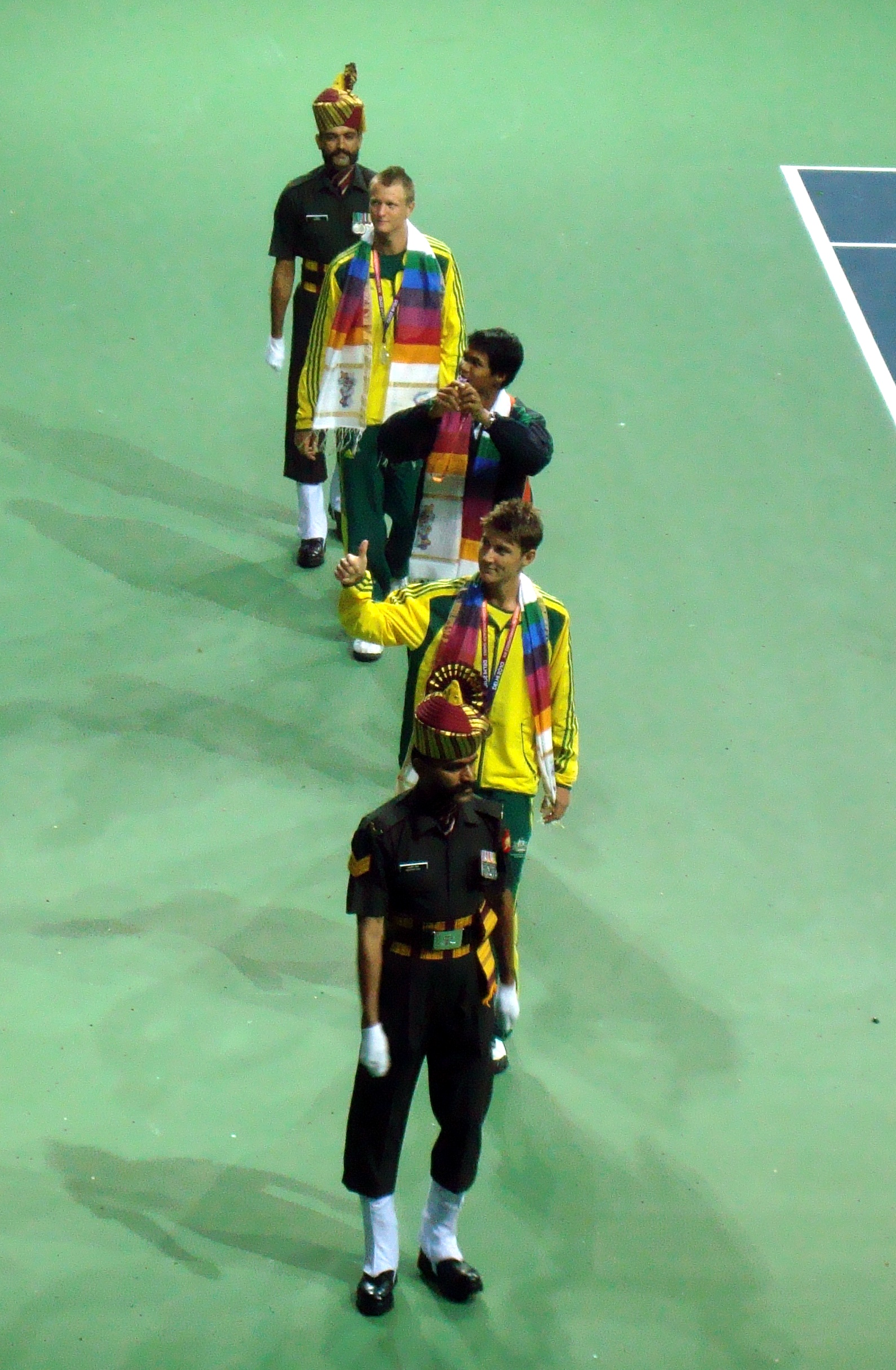
Die Medaillengewinner im Herreneinzel auf der Ehrenrunde

| Platz | Land       | Sportler         |
| ----- | ---------- | ---------------- |
| 1     | Indien     | Somdev Devvarman |
| 2     | Australien | Greg Jones       |
| 3     | Australien | Matthew Ebden    |

Finale:
10. Oktober 2010, 19:00 Uhr

## Einzel Frauen
| Platz | Land       | Sportlerin            |
| ----- | ---------- | --------------------- |
| 1     | Australien | Anastassija Rodionowa |
| 2     | Indien     | Sania Mirza           |
| 3     | Australien | Sally Peers           |

Finale:
9. Oktober 2010, 17:00 Uhr

## Doppel Männer
| Platz | Land       | Sportler                     |
| ----- | ---------- | ---------------------------- |
| 1     | Australien | Paul Hanley Peter Luczak     |
| 2     | England    | Ross Hutchins Ken Skupski    |
| 3     | Indien     | Leander Paes Mahesh Bhupathi |

Finale:
9. Oktober 2010, 19:35 Uhr

## Doppel Frauen
| Platz | Land       | Sportlerinnen                     |
| ----- | ---------- | --------------------------------- |
| 1     | Australien | Sally Peers Anastassija Rodionowa |
| 2     | Australien | Jessica Moore Olivia Rogowska     |
| 3     | Indien     | Sania Mirza Rushmi Chakravarthi   |

Finale:
10. Oktober 2010, 17:00 Uhr

## Mixed
| Platz | Land       | Sportler/in                       |
| ----- | ---------- | --------------------------------- |
| 1     | Schottland | Jocelyn Rae Colin Fleming         |
| 2     | Australien | Anastassija Rodionowa Paul Hanley |
| 3     | England    | Sarah Borwell Ken Skupski         |

Finale:
10. Oktober 2010, 21:00 Uhr

## Medaillenspiegel
| Platz | Land       | Gold | Silber | Bronze | Gesamt |
| ----- | ---------- | ---- | ------ | ------ | ------ |
| 1     | Australien | 3    | 3      | 2      | 8      |
| 2     | Indien     | 1    | 1      | 2      | 4      |
| 3     | Schottland | 1    | —      | —      | 1      |
| 4     | England    | —    | 1      | 1      | 2      |